# Angeli della notte (romanzo)
Angeli della notte (titolo originale in inglese: Vigil in the Night) è un romanzo d'appendice scritto da A. J. Cronin e pubblicato per la prima volta nel 1939 sulla rivista Good Housekeeping.
In Italia è apparso nel 1950, nella traduzione di Paolo Gobetti e pubblicato dalla casa editrice Bompiani; da allora ha avuto numerose e periodiche edizioni e ristampe.

## Contenuto
L'opera racconta la storia di due infermiere: Anna (Anne Lee), che si prodiga sempre ad aiutare gli altri, e la sua sorella più giovane, Lucia (Lucy), che invece cerca in ogni situazione della vita di avere un proprio tornaconto personale. Quando la negligenza di Lucia causerà la morte di un giovane paziente, Anna se ne prende la colpa per difenderla, mettendo così a rischio la sua brillante carriera.

## Edizioni in italiano (parziale)
- Archibald Joseph Cronin, Angeli della notte, traduzione di Paolo Gobetti, Bompiani, Milano 1950
- Archibald Joseph Cronin, Angeli della notte, Bompiani, Milano 1971
- Archibald Joseph Cronin, Angeli della notte, Bompiani, Milano 1977
- Archibald Joseph Cronin, Angeli della notte, Bompiani, Milano 1986
- Archibald Joseph Cronin, Angeli della notte, traduzione di Paolo Gobetti, Bompiani, Milano 2011

## Al cinema
Dal romanzo venne tratto l'omonimo film del 1940, prodotto e diretto da George Stevens.